# تل مشحن
تل مشحن قرية سورية تتبع ناحية اليعربية في منطقة المالكية التابعة لمحافظة الحسكة. بلغ عدد سكانها 1479 نسمة بحلول عام 2004.
تقع على بعد 18 كم تقريبا إلى الغرب من بلدة اليعربية.تشتهر بزراعة القمح والشعير والقطن وتربية الابقار والماشية الرعوية.
توجد فيها:
- بلدية
- مدرسة ابتدائية وثانوية
- تل أثري
- مسجدان